# Mussasa
Mussasa était une reine Jaga au XVIIe siècle.

## Biographie
La date de naissance de Mussasa n'est pas connue. Elle est mariée à Donji, le gouverneur du royaume de Matamba, et est connue pour être une guerrière. Après la mort du roi Zimbo, Donji conquiert les états voisins de son royaume. Lorsque ce dernier décède, elle continue cette politique d'expansion territoriale autour du fleuve Kunene qui correspond aujourd'hui à une partie de l'Angola.
Elle apprend à sa fille Tembandumba l'art de la guerre et la fait participer à ses batailles. Réputée aussi violente que sa mère, elle succède à cette dernière en tant que reine.